# José Emilio Lunghi
José Emilio Lunghi (Tandil, 11 de julio de 1907 - Ibidem, 28 de febrero de 1971) fue un político argentino. Ejerció el cargo de intendente del partido de Tandil, puesto que también ocupa su hijo, Miguel Ángel, desde 2003.

## Trayectoria
Más conocido como “Pepe” Lunghi, además de su paso por la política, tuvo una destacada actividad en entidades sociales y culturales, siendo durante muchos años gerente administrativo de la Sociedad Italiana de Socorros Mutuos y colaborador en la construcción de la Clínica Chacabuco.

## Intendencia
Fue elegido Intendente del Municipio de Tandil, representando a la Unión Cívica Radical del Pueblo, entre los años 1963 y 1966. Son recordadas sus palabras al asumir su cargo, diriéndose a sus amigos, vecinos y periodistas:
"Hoy hubiera preferido no hacer un discurso, de manera que el silencio hondo diera la dimensión de la responsabilidad y conciencia con la que asumo el cargo con el que el pueblo me ha ungido. Entiendo que el vecindario me eligió para ayudarme y no para abandonarme apenas asuma la función. Y Yo no esperaré a que él venga, Yo iré hacia ellos, porque prefiero andar con el despacho al hombro, buscando a las entidades de bien público, a las cooperativas barriales, a los vecinos laboriosos, ante que anquilosarme rodeado de papeles y expedientes en el Palacio Municipal...".
Para finalizar:
"Reclamo más que el aplauso, la exigencia, más que la alabanza, la colaboración, más que la soledad, la compañía constante de todos Ustedes. Los espero todos los días. El buen amigo, no se olviden, dice la verdad aunque sea dura y eso, ayuda más que la palmada, que a veces puede no ser sincera".

## La Movediza
En 1966, declaró el “Año de la recuperación de la Piedra Movediza" había gestionado un subsidio en los más altos niveles del gobierno del Dr. Arturo Illia, subsidio que cuando se dirigía a Tandil, fue interceptado por los personeros de la dictadura cívico-militar de Ongania, que una semana después el 28 de junio de 1966, lo arrancaban de su cargo democráticamente electo, haciéndole abandonar el sillón de Duffau.
La entronización de una réplica de la Movediza fue lograda por su hijo Miguel Lunghi, también intendente, con el financiamiento de la Nación durante la presidencia de Néstor Kirchner.
| Predecesor: Alberto J. Lalloz | Intendente Municipio de Tandil 1963 - 1966 | Sucesor: Osvaldo Repetto |